# Tight End

Ein Tight End in der I-Formation

Der Tight End (TE) ist im American Football eine Mischung aus Offensive Lineman und Wide Receiver in der Offensivmannschaft.
Bei Laufspielzügen ist es die Aufgabe des Tight Ends, zusammen mit den Tackles, Guards und dem Center, dem Runningback den Weg freizublocken. Bei Passspielzügen hingegen läuft er genau wie die Receiver seine vorgegebene Passroute, um sich als Passempfänger anzubieten und den Ball zu fangen, oder er bildet mit den anderen Offensive Linemen die Pocket (Tasche) für den Quarterback und blockt die Verteidiger. Meist wird der Tight End vor Beginn des Spielzugs direkt neben dem Tackle aufgestellt (daher auch die Bezeichnung Tight End, weil er somit nah an einem der Enden der Offensive Line steht), er kann aber auch weiter nach außen verschoben als Slot Receiver oder nach hinten versetzt als sogenannter H-Back agieren. Diejenige Seite der Offense, auf der der Tight End aufgestellt wird, wird als strong side, die gegenüberliegende als weak side bezeichnet. Oft bestimmt dies dann die Zuordnung der Linebacker oder des Strong Safetys der gegnerischen Defense.
Ein guter Tight End sollte möglichst groß und kräftig sein, aber dennoch über eine gewisse Grundschnelligkeit verfügen und sehr gut fangen können, da er meist für kurze Pässe als Passempfänger dient und deshalb nicht viel Zeit hat, sich auf das Fangen des Balls vorzubereiten. Die Bedeutung des Tight Ends ist von Mannschaft zu Mannschaft und von System zu System unterschiedlich. In manchen Teams fängt der Tight End mehr Bälle als die Wide Receiver, in anderen wird er nur selten – wenn überhaupt – angespielt. Da der Tight End bei Passspielzügen in der Regel nicht direkt in Manndeckung genommen wird, fungiert er häufig als Sicherheitsoption für den Quarterback, der ihm den Ball in letzter Sekunde auf kurze Distanz zupasst, wenn die Wide Receiver von der Defense zu eng gedeckt werden und der Druck auf den Quarterback zu groß wird.
In der Frühzeit des Footballs waren die Tight Ends meist schwere, kraftvolle Spieler, die als zusätzliche Blocker für die Offensive Line verwendet wurden. In den 1960er-Jahren kamen Hall-of-Fame-Spieler wie Mike Ditka, Jackie Smith und John Mackey hinzu, die zusätzlich über große Fangsicherheit verfügten. Mit Kellen Winslow und Shannon Sharpe etablierten sich zunehmend schnelle, athletische Tight Ends, die sich vor allem über ihre Offensivqualitäten profilierten. Seit den 2000er-Jahren kommen immer mehr Spieler, die auf College-Niveau Basketball gespielt haben, wie zum Beispiel die Pro-Bowl-Tight-Ends Tony Gonzalez, Antonio Gates, Julius Thomas oder Jimmy Graham zum Einsatz. An ihnen wird die Fähigkeit geschätzt, trotz enger Deckung einen Pass wie einen Rebound aus der Luft holen zu können. Beispiele für „klassische“ Tight Ends sind  Rob Gronkowski und Travis Kelce.
Der Tight End trägt ähnlich wie die Wide Receiver eine Nummer zwischen 1–49 und 80–99, da die Nummern 50–79 keine Vorwärtspässe fangen dürfen.